# Râul Cucuteni
Râul Cucuteni este un curs de apă, afluent al râului Bahluieț. 